# Harry Tallert
Harry Tallert (* 11. Juli 1927 in Beuthen; † 29. November 1997 in Bad Honnef) war ein deutscher Journalist und Politiker (SPD).

## Biografie

### Ausbildung und Beruf
Tallert zog 1928 mit seiner Familie nach Bremerhaven und beendete dort die Schule mit der Mittleren Reife. Im Oktober 1944 wurde er in Gestapo-Haft genommen und kam ins Lenner Lager, in dem er bis zum Ende des Zweiten Weltkriegs verblieb. Er arbeitete nach dem Krieg zunächst als Angestellter, absolvierte von 1948 bis 1950 eine Ausbildung zum Redakteur und war anschließend journalistisch tätig.
Sein Sohn ist der Rapper Kurt Tallert.

### Politik
Tallert war seit 1953 Mitglied der SPD.
Er war von 1955 bis 1965 Mitglied der Bremischen Bürgerschaft. Dem Deutschen Bundestag gehörte er als Wahlkreissieger seit der Bundestagswahl 1965 bis 1972 an. Im Parlament vertrat er den Wahlkreis Bremerhaven - Bremen-Nord.

### Ehrungen
- 1990: Verdienstkreuz 1. Klasse der Bundesrepublik Deutschland